# Gisela Klein
Gisela Klein (República Federal Alemana, 12 de julio de 1950), también llamada Gisela Ellenberger, es una atleta alemana retirada especializada en la prueba de 800 m, en la que consiguió ser subcampeona europea en pista cubierta en 1974.

## Carrera deportiva
En el Campeonato Europeo de Atletismo en Pista Cubierta de 1974 ganó la medalla de plata en los 800 metros, con un tiempo de 2:02.54 segundos, llegando a meta tras la polaca Elżbieta Katolik.
Dos años después, en el Campeonato Europeo de Atletismo en Pista Cubierta de 1976 ganó la medalla de bronce en los 800 metros, con un tiempo de 2:03.2 segundos, llegando a meta tras las búlgaras Nikolina Shtereva (oro con 2:02.2 segundos) y Lilyana Tomova.